# 1822
Промислова революція •  Російська імперія • Незалежність країн Латинської Америки • Грецька революція

## Геополітична ситуація
У Росії царює імператор Олександр I (до 1825). Російській імперії належить більша частина України, значна частина Польщі, Грузія, частина Закавказзя, Фінляндія, Аляска. Україну розділено між двома державами — Королівство Галичини та Володимирії належить Австрії, Правобережжя, Лівобережжя та Крим — Російській імперії. Задунайська Січ існує під протекторатом Османської імперії.
В Османській імперії править султан Махмуд II (до 1839). Під владою османів перебувають Близький Схід та Єгипет, Середземноморське узбережжя Північної Африки, частина Закавказзя, значні території в Європі: Греція, Болгарія і Сербія. Васалами османів є Волощина та Молдова. Триває Грецька революція.
Австрійську імперію очолює Франц II (до 1835). Вона охоплює, крім власне австрійських земель, Угорщину з Хорватією, Трансильванію, Богемію, Північну Італію. Король Пруссії — Фрідріх-Вільгельм III (до 1840). Баварське королівство очолює Максиміліан I (до 1825). Австрія, Пруссія, Баварія та інші німецькомовні держави об'єднані в Німецький союз.
У Франції править Людовик XVIII (до 1824). Франція має колонії в Карибському басейні, Південній Америці та Індії. На троні Іспанії сидить Фернандо VII (до 1833). Королівству Іспанія належать частина островів Карибського басейну, Філіппіни. Об'єднані провінції Ріо-де-ла-Плати, Велика Колумбія, Мексика, Гватемала, Нікарагуа, Гондурас, Коста-Рика, Панама, Перу, Еквадор та Чилі проголосили незалежність від іспанської корони. У Португалії королює Жуан VI (до 1826). Португалія має володіння в Африці, в Індії, в Індійському океані й Індонезії. Бразильська імперія проголосила незалежність.
У Великій Британії королює Георг IV (до 1830). Британія має колонії в Північній Америці, на Карибах та в Індії. Королівство Нідерланди очолює Віллем I (до 1840). Король Данії та Норвегії — Фредерік VII (до 1863), на шведському троні сидить Карл XIV Юхан Бернадот (до 1844). Італія розділена між Австрією та Королівством Обох Сицилій. Існує Папська держава з центром у Римі.
Сполучені Штати Америки займають територію частини колишніх британських колоній та купленої у Франції Луїзіани. Посаду президента США обіймає Джеймс Монро. Територія на півночі північноамериканського континенту належить Великій Британії, вона розділена на Нижню Канаду та Верхню Канаду, територія на півдні та заході континенту належить Мексиці.
В Ірані при владі Каджари. Британська Ост-Індійська компанія захопила контроль майже над усім Індостаном. У Пенджабі існує Сикхська держава. У Бірмі править династія Конбаун, у В'єтнамі — династія Нгуєн. У Китаї володарює Династія Цін. В Японії триває період Едо.

## Події

### В Україні
- У Севастополі побудовано Храм Всіх Святих.

### У світі
- 1 січня грецькі повстанці прийняли Конституцію.
- 7 січня перша група звільнених рабів із США, повернулася в Африку, 25 квітня засновано місто Монровія, назване так на честь чинного президента США.
- 9 січня Педру, син португальського короля Жуана VI, вирішив залишитися в Бразилії, що згодом привело до проголошення незалежності.
- 9 лютого гаїтянські сили під проводом Жана-П'єра Буає захопили Санто-Домінго. Республіка іспанське Гаїті припинила існування.
- 31 березня відбулася Хіоська різанина — винищення турками грецького населення острова Хіос.
- 24 травня Сімон Болівар здобув перемогу в битві на схилах вулкана Пічинча. Як наслідок, Еквадор здобув незалежність від Іспанії.
- 27 липня Сімон Болівар та Хосе Сан-Мартін зустрілися в місті Гуаякіль (тепер Еквадор).
- 7 вересня Педру I проголосив незалежність Бразилії, а 12 жовтня його проголосили імператором.
- 31 жовтня мексиканський імператор Агустін де Ітурбіде розпустив Конгес Мексики і встановив військову хунту.
- 13 листопада у Франції виникло Згромадження святого Василія (Василіани).
- У жовтні — грудні проходив Веронський конгрес Священного Союзу.

### Наука
- Жозеф Фур'є встановив закон пропорційності теплового потоку градієнту температури — закон Фур'є.
- Жан-Франсуа Шампольйон розшифрував давньоєгипетський напис на Розетському камені.
- Клод-Луї Нав'є сформулював рівняння руху в'язкої рідини (рівняння Нав'є — Стокса).
- Жозеф Нісефор Ньєпс отримав першу фотографію.
- Чарлз Беббідж опублікував проєкт різицевої машини.
- Медаль Коплі отримав Вільям Бакленд.

### Культура
- Персі Біші Шеллі написав поему «Еллада», присвячену Грецькій революції. Згодом його тіло винесло на берег після того, як його човен потонув у Італії.
- Томас де Квінсі опублікував «Сповідь англійського пожирача опіуму».
- У Лондоні засновано Королівську музичну академію.
- Людвіг ван Бетховен написав фортепіанну сонату № 32.
- Франц Петер Шуберт написав симфонію № 8.
- Мауріцгейс у Гаазі відкрив двері для публіки.
- У Римі завершилося спорудження П'яцца-дель-Пополо.

## Народились
Див. також: Категорія:Народились 1822
- 6 січня — Генріх Шліман, американський археолог німецького походження
- 27 квітня — Улісс Грант, 18-й президент США (1869—1877)
- 31 травня — Едвард Дембовський, польський філософ, журналіст, революціонер
- 22 липня — Грегор Мендель, австрійський монах-августинець, ботанік, відкрив закономірності спадковості

## Померли
Див. також: Категорія:Померли 1822
- 25 червня — Аодо Дендзен, японський художник західного стилю, майстер мідної гравюри.